# José Isidro Bonifaz
José del Patrocinio Isidro Bonifaz Castañeda, más conocido como José Isidro Bonifaz (Cajamarca, 1791-Trujillo, 15 de diciembre de 1857) fue un religioso y político peruano.

## Biografía
Hijo de Benito Bonifaz y Velasco, y de Josefa de Castañeda y Hoyos. Fue bautizado en la Iglesia de Santa Catalina el 23 de mayo de 1791.
Inició sus estudios en el colegio seminario de su ciudad natal y pasó a la Universidad Mayor de San Marcos, donde se graduó de bachiller y doctor en Teología. Tras recibir las órdenes sagradas, pasó a regentar la parroquia de Lambayeque, que entonces pertenecía a la diócesis de La Libertad. Llegó también a ser vicario y juez eclesiástico de Lambayeque. Junto con sus hermanos, simpatizó enteramente por la causa independentista.
Fue elegido diputado por la provincia de Cajamarca ante el primer Congreso bicameral que se instaló en el Perú (1829-1831) y 1831. Como parlamentario, mantuvo su independencia, pero siempre apoyó el principio de autoridad y se opuso a la acusación contra el presidente Agustín Gamarra, propuesta por el diputado por Tacna Francisco de Paula González Vigil, que, en un discurso memorable, detalló las infracciones constitucionales del mandatario, culminando con su célebre frase: «Yo debo acusar, yo acuso». Esta acusación, sin embargo, no prosperó, y obtuvo solo 22 votos a favor, frente a 56 que se opusieron, entre ellos el voto de Bonifaz (1832).
Finalizado su periodo legislativo, Bonifaz se estableció en Trujillo y se dedicó de lleno a la labor eclesiástica y magisterial. El 18 de noviembre de 1846 fue incorporado al Cabildo Diocesano de Trujillo como canónigo doctoral. Sucesivamente ascendió a maestrescuela (1846), chantre (1851), arcediano (1851) y deán (1854).
Entre 1845 y 1849, tras la restauración constitucional, volvió al Congreso como diputado por la entonces provincia liberteña de Cajamarca, llegando a ejercer la presidencia de su cámara en dos legislaturas, una ordinaria y otra extraordinaria.
En 1852 fue nombrado Rector de la Universidad Nacional de Trujillo. Ofició además como Director fundador del Colegio Nacional de San Juan de dicha ciudad. Fue miembro honorario del Colegio de Abogados de Lima.